# 園池公功
園池 公功（そのいけ きんなる、1896年〈明治29年〉5月20日 - 1972年〈昭和47年〉2月15日）は日本の演出家。
子爵園池実康（さねやす）の次男。母は正親町春香（権大納言正親町実徳の娘、伯爵正親町実正の妹）。作家・園池公致の実弟。

## 来歴
東京府出身。京都帝国大学卒業。1922年、帝国劇場入社。文芸部で演出を担当。のち松竹や東宝に勤務。
1932年、革命後のソヴィエトを視察。
戦後は女子美術大学の理事を務めた。

## 著書
- 『ソヴエト演劇の印象』1933年
- 『公共劇小脚本集　誰にも出来る芝居の本』1940年
- 『素人演劇の方向』1942年
- 『工場演劇脚本集』1943年